# Dactylogymnadenia gracilis
Dactylogymnadenia gracilis là một loài thực vật có hoa trong họ Lan. Loài này được (G. Keller & Soó) Soó mô tả khoa học đầu tiên năm 1966.